# Козловка (Ромодановский район)
Козловка — село в Ромодановском районе Мордовии в составе Куриловского сельского поселения.

## География
Находится на расстоянии примерно 6 километров по прямой на северо-северо-восток от районного центра посёлка Ромоданово.

## История
Учтено было в 1869 году как деревня Саранского уезда из 98 дворов. По некоторым данным существовало ещё в XVII веке. С 1852 года имелась деревянная кладбищенская Николаевская церковь.

## Население
Постоянное население составляло 72 человека (русские 96 %) в 2002 году, 28 в 2010 году.